# Баязет-бей
Баязет-бей, также Баязет–бий (? — 1824) — едисанский мурза, полковник Ногайского казачьего войска (1801—1804).

## Биография
В 1783 году во время восстания ногайцев мурза Баязет-бей сохранил верность русскому правительству. Собрав под своим руководством 900 семей (котлов), он был вынужден бежать от мятежников и нашел защиту у Войска Донского. Через год Баязет-бей стал кочевать по р. Ея, пополняя свои ряды за счет беглых ногайцев, уцелевших по подавления русскими войсками ногайского восстания.
В 1790 году князь Григорий Потёмкин-Таврический выделил Баязет-бею и подвластным ему ногайцам земли в Таврической области на р. Молочной. Здесь собралось до 10 тыс. человек, поставили ряд аулов, кочевали, некоторые начали заниматься земледелием.
В документах имя начальника Едисанской, Едишкульской и Джембайлуцкой орд Баязет-бея впервые встречается в документах 6 июня 1793 года. По версии Баязет-бея, в январе 1793 года его вызвали в Санкт-Петербург для представления императрице. Однако, будучи в столице, он из-за болезни не попал на аудиенцию к императрице. Однако фаворит князь Зубов обещал помощь ему. В 1794 году правитель Таврической области генерал-майор Семён Жегулин вызвал Баязет-бея к себе в Симферополь, где, собрав представителей от крымских татар, зачитал царский указ о назначении его «полным начальником» над ногайцами.
В правление Павла I ногайцам был присвоен статус государственных поселян, их обложили подушной податью 2 руб. 33 коп. Были введены волостные правления, а Баязета обязали платить за крепостных. Ему такое дело не понравилось, он стал доказывать, что Екатерина поставила его «начальником ногайских орд». Баязет-бей ездил в Санкт-Петербург «для испрошения милостей и привилегий» ногайцам (точнее, себе), каждый раз собирая для этого с подчиненных крупные суммы. В вопросах увеличения ногайских территорий Баязет-бей проявил незаурядный талант и способность гибко влиять на решения чиновников, максимально удовлетворять свои интересы. Позже таврический губернатор Д. Б. Мертваго заметил, что тайна такого влияния Баязет-бея заключалась в его необычайной изобретательности при даче взяток.
В 1790 году, по версии Баязет-бея, под его начальством было до 3 тысяч семей. В 1791 году он отправил за р. Кубань своего сына капитана Кокшу-бея, чтобы пригласить местных ногайцев «к совместному кочеванию». Кокша-бей привез с собой 700 ногайских семей. В 1793 году под его контроль перешло еще 1500 семей ногайцев, проживавших в турецкой крепости Анапа, взятой русской армией. Пленных ногайцев переселили частично на р. Молочную, а большую часть поселили в Крыму и распредели между помещиками.
В июне 1801 года Баязет-бей отправился из Новороссийска в Санкт-Петербург, где подал новому императору Александру Павловичу проект создания ногайского казачьего войска во главе с ним самим. Ногайцы должны были выставлять тысячу всадников — два полка, вооруженных по типу донских казаков. Высшие царские чиновники поддержали этот проект, рассматривая его как возвращение к последовательной екатерининской политики в отношении ногайцев. 12 апреля 1801 года вице-канцлер А. Б. Куракин писал генерал-прокурору А. А. Беклешову, что перевод ногайцев в один оклад с казенными поселянами произошло «вопреки прежде пожалованным им прав и привилегий», чем они «приведены в такое огорчение, что от того оказывается даже затруднение и для самого перевода из Бессарабии … единоплеменных их семейств ногайских».
16 июля 1801 года был подписан императорский указ о создании Ногайского казачьего войска. Баязет-бей признавался не начальником ногайских орд, а официальным главой ногайского казацкого войска и единственным посредником между ногайцами и правительством. Баязет-бей получил чин коллежского советника.
До проведения российскими чиновниками инспекций летом 1804 года царское правительство знало о том, что происходит между реками Молочной и Берда, преимущественно из рапортов Баязет-бея.
Несмотря на все награды, чины коллежского советника и полковника, пожалованные от царского правительства, Баязет-бей в повседневном быту вел себя как обычный восточный правитель: всегда выезжал в сопровождении большой свиты своих «подданных». Он не знал русского языка и во время официальных встреч пользовался услугами переводчика.
Незнание русского языка нисколько не помешало Баязет-бею хорошо чувствовать настроения высшей российской бюрократии, находить различные способы влияния на решения чиновников разных уровней и получать от этого максимальную выгоду. Таврический губернатор Д. Б. Мертваго однозначно называл Баязет-бея: «плут … Всех начальников подарками, подлостями и всем чем можно улещавший». Баязет-бей поддерживал тесные отношения с некоторыми важными чиновниками, в частности с херсонским военным губернатором А. Г. Розенбергом.
Баязет-бей вооружил только отряд из двухсот всадников, который стал его личной дружиной. Он стал требовать с ногайцев деньги якобы на коней и оружие «для войска». Многие ногайские мурзы стали подавать жалобы на самовластие Баязет-бея.
В апреле 1804 года император Александр I распорядился вызвать Баязета в Херсон «под благовидным предлогом» и без него провести проверку подвластных ему ногайских аулов. Для маскировки мурза заключил контракт с оружейником Вешниковым на 3 тыс. рублей, но вместо оружия поставлялся дешевый ржавый лом. Собрано же было не 3 тыс. руб., а в 5-6 раз больше. Баязет-бей закрепостил многих ногайцев, завел дома гарем из крепостных русских девок и одной дворянки, обратив их в ислам.
Ногайское казачье войско было ликвидировано. В октябре 1804 года ногайцы Баязет-бея массово пытались выехать в османские владения. Многие из них обратились за получением заграничных паспортов и за бесценок распродавали своё имущество. Херсонский военный губернатор А. Г. Розенберг заподозрил в качестве вдохновителя этого движения Баязет-бея и вызвал его в Херсон. В ноябре того же года вместо него ногайским приставом был назначен полковник Тревогин, который занялся разоружением ногайцев.
В марте 1806 года таврический губернатор Д. Б. Мертваго через пристава Тревогина приказал Баязет-бею оставить ногайские земли и выехать на р. Дон, где было определено его место проживания. 
Зимой 1824 года Баязет-бей скончался.